# Villejuif
Villejuif je francouzské město, které leží v departementu Val-de-Marne a regionu Île-de-France.

## Geografie
Villejuif se nachází 8 km jižně od centra Paříže. Město má rozlohu 534 ha. Jeho hranice tvoří obce Le Kremlin-Bicêtre na severu, Arcueil na severozápadě, Cachan na západě, L'Haÿ-les-Roses na jihozápadě, Chevilly-Larue a Vitry-sur-Seine na jihovýchodě a Ivry-sur-Seine na severovýchodě.

## Historie
V roce 1896 bylo při archeologickém průzkumu objeveno prehistorické sídlo v jihovýchodní části města. Bylo nalezeno mnoho neolitických předmětů: nářadí – vrtačky, škrabky, nože, ale také zbraně – sekery, hroty šípů a malý bronzový nůž, což umožnilo dataci nálezu do konce doby kamenné.
Sídlo zde existovalo také v době Římské říše, neboť v roce 1909 byly při stavbě plynovodu odhaleny dvě zdi a základy silnic pocházející z galo-římského období. V roce 1997 byly přímo v centru města Villejuif objeveny další galo-římské pozůstatky, včetně antické nebo merovejské budovy.
Farnost Villejuif byla založena pravděpodobně na konci karolínského období asi v 9. století, jak dosvědčuje kopiář listin z počátku 11. století a zasvěcení kostela svaté Julii, které bylo obvyklé v karolínském období.
Pozemky byly v majetku převážně náboženských institucí (kapitula při katedrále Notre-Dame v Paříži, kostel Saint-Pierre Jumièges aj.), na kterých pracovali jejich nevolníci: jednalo se hlavně o vinice na východních svazích kopců a o obilná pole v nížině.
Vesnice byla zčásti zničena během stoleté války a kostel vyhořel. V 16. století byl kostel přestavěn a podél královské cesty (dnešní Rue Jean-Jaurès) se objevily nové budovy. Byla zde otevřena škola.
V 17. a 18. století probíhal rozvoj. Severozápadně od Villejuif začala těžba sádrovce, která probíhala až do 20. století. Naopak pěstování révy vinné ustoupilo do pozadí.

## Název města
Jméno města se objevilo poprvé v bule papeže Kalixta II. ze dne 27. listopadu 1119 ve tvaru Villa Judea. Tento název se s drobnými obměnami objevuje i v dalších listinách během 12. století (villis Jude, ville Judei apod.). Ve 13. století zní tvar města Villa Jullitoe nebo Villa Julite.
Existuje několik verzí, co se týče původu jména. S největší pravděpodobností se jedná o deformaci jméno majitele z galo-římského období, který se mohl jmenovat Juvius nebo Juveus. Další hypotéza tvrdí, že jméno vzniklo přeměnou z Ville Julyve pojmenované na počest sv. Julie, které je zasvěcen farní kostel Saint-Cyr-Sainte-Julitte. Důvěryhodnější je jiný předpoklad, že Villejuif pochází z názvu Villegie, které bylo odvozeno od villa Gesedis. Ve Flodoardově kronice z 10. století se nachází zmínka o vsi s názvem Gesedis a Villegie je ve 12. století několikrát použit k označení Villejuif. Vysvětlení, že Villejuif znamená "město Židů" (ville – město, juif – žid), kteří město založili po vyhnání z Paříže, nemá žádné podklady. Nicméně není vysvětleno latinské jméno Villa Judea z 11. století.

## Pamětihodnosti
Několik zdejších staveb je zařazeno mezi historické památky:
- Farní kostel Saint-Cyr-Sainte-Julitte, postavený ve 13. století, přestavěn v 15. a 16. století.[1]
- Pyramida Cassini je kamenný milník z roku 1742, který nechal postavit geograf Jacques Cassini. Je asi sedm metrů vysoký a sloužil k vyměření Pařížského poledníku.[2]
- Hôtel de la Capitainerie des chasses (Palác nejvyššího lovčího) z roku 1762 [3]
- Školní centrum Karl-Marx postavené v letech 1931–1933. Budova byla inspirovaná hnutím Bauhaus.[4]
- Stadion a tělocvična Karl-Marx byly postaveny pro školní centrum, se kterým jsou spojeny podzemním tunelem.[5]

Mezi další památky ve městě patří:
- Památník obětem první světové války postavený v roce 1924
- Pevnost Hautes-Bruyères, kterou postavil roku 1870 Eugène Viollet-le-Duc k obraně Paříže. Dnes slouží jako kasárny CRS.

Několik historických budov postavených ve Villejuif již zanikly:
- Pevnost Moulin de Saquet, kde proběhly boje proti Pařížské komuně, byla zbořena v roce 1965.
- Zámek Saint-Roman postavený kolem roku 1680. Stavba byla zbořena a zámecký park zastavěn na počátku 20. století při rozšiřování města.

## Partnerská města
- Dunaújváros, Maďarsko
- Jambol, Bulharsko
- Mirandola, Itálie
- Neubrandenburg, Německo
- Vila Franca de Xira, Portugalsko